# L'Inconnue (film, 1982)
Pour les articles homonymes, voir L'Inconnue.
 Pour plus de détails, voir Fiche technique et Distribution
L'Inconnue est un film pornographique français, réalisé par Alain Payet, sorti en salle le 23 juin 1982.
La notoriété de ce film tient notamment à son casting, qui regroupait Catherine Ringer, qui deviendra la chanteuse du groupe Les Rita Mitsouko, et Désiré Bastareaud, qui interprétera Giant Coocoo dans la série Le Miel et les Abeilles.

## Fiche technique
- Réalisation : Alain Payet
- Photographie : Roger Fellous
- Producteurs : Humbert Balsan et Giovanni Bertolucci

## Distribution
- Jean Tolzac : Le comte
- Désiré Bastareaud : Le président
- Sarah Howard : La fille du président
- Olinka Hardiman : Le sosie de Marylin
- Rudy Lenoir : Le majordome
- Jean Cherlian : Le gorille
- Gabriel Pontello : Le chauffeur
- Dominique Aveline	: ?
- Élisabeth Buré : ?
- Georges Guéret : ?
- Cathy Ménard : ?
- Carmelo Petix : ?
- Catherine Ringer : ?